# كونفدرالية الحرية والاستقلال
كونفدرالية الحرية والاستقلال هو تحالف سياسي يميني متطرف في بولندا. تأسست كونفدرالية الحرية والاستقلال عام 2018 كائتلاف سياسي لخوض انتخابات البرلمان الأوروبي عام 2019 في بولندا، ثُم تحولت لاحقًا إلى حزب سياسي لتفادي عقبة الحصول على 8% من الأصوات اللازمة لدخول الائتلافات إلى البرلمان الوطني البولندي. استطاع حزب كونفدرالية الحرية والاستقلال الحصول على 11 مقعدًا في مجلس النواب البولندي بعد الانتخابات البرلمانية البولندية عام 2019. وكان مرشحه للانتخابات الرئاسية البولندية عام 2020 هو كريستوف بوساك، الذي احتل المركز الرابع من بين أحد عشر مرشحًا.
تشكلت كونفدرالية الحرية والاستقلال من ائتلاف اثنين من الأحزاب السياسية ذات التوجه اليميني، وهما حزب الأمل الجديد وحزب الحركة الوطنية، وقد تبنت كونفدرالية الحرية والاستقلال خطابًا شعبويًا يمينيًا متطرفًا وموقف معارضًا أكثر تشددًا تجاه الاتحاد الأوروبي والهجرة، كما عبرت عن مواقف اجتماعية محافظة وقومية بولندية، ودعت إلى خفض الضرائب.

## التاريخ
أعلن حزبان سياسيان بولنديان هما حزب الأمل الجديد والحركة الوطنية، في أواخر عام 2018 تكوين تحالف سياسي جديد واعتزامهما أن يخوضا معًا انتخابات البرلمان الأوروبي لعام 2019 في بولندا. وفي أوائل عام 2019، انضم إلى هذا التحالف شخصيات عامة وسياسيون بارزون مثل غريزغورز براون وبيتر كريستوف ليروي، ثُم أعلنت الناشطة البولندية المحافظة كايا غوديك لاحقًا انضمامها إلى التحالف، أُطلق على الائتلاف الجديد في البداية اسم «تحالف دعم بولندا»، ثُم تحول الاسم في أواخر فبراير (شباط) 2019 إلى ائتلاف الحرية والاستقلال، وهو الاسم الذي قدم الائتلاف الجديد طلبًا بتسجيله رسميًّا في مارس (أذار) 2019. وسرعان ما انضمت إلى ائتلاف الحرية والاستقلال أحزاب أخرى كان أولها اتحاد جمهورية بولندا، ثُم حزب السائقين الذي انضم إلى الائتلاف في أبريل (نيسان) 2019، وانتخب بعد فترة وجيزة ماريك جاكوبياك رئيسًا له، ثم تغير اسم ائتلاف الحرية والاستقلال مرة أخرى، ليتحول إلى كونفدرالية الحرية والاستقلال. احتلت كونفدرالية الحرية والاستقلال المركز الرابع في انتخابات البرلمان الأوروبي لعام 2019، بعد أن حصلت على 4.55% من الأصوات الشعبية، على الرغم من عدم تحقيق شرط الحد الأدنى من العضويات اللازمة لخوض الانتخابات كائتلاف حزبي.
سُجّل الائتلاف رسميًا في 25 يوليو (تموز) 2019 تحت اسم كونفدرالية الحرية والاستقلال، ثُم انسحبت الناشطة كايا جوديك من الائتلاف بعد فترة وجيزة من تسجيله رسميا. وقبل وقت قصير من الانتخابات البرلمانية البولندية عام 2019، حدث انقسام في الائتلاف، حيث انضم العديد من الأعضاء الجدد إلى الائتلاف على حين تركه بعض الأعضاء السابقين. استطاعت كونفدرالية الحرية والاستقلال في النهاية الفوز بنسبة 6.81٪ من الأصوات الشعبية وحصلت على 11 مقعدًا في مجلس النواب. كان معظم مناصري الائتلاف يتركزون في الأجزاء الجنوبية الشرقية والشمالية من بولندا، حيث حظي الائتلاف بتأييد حوالي 20٪ من جميع الناخبين الشباب الذين تقل أعمارهم عن 30 عامًا، وكان حوالي ثلثي ناخبيه من الذكور، وكان أكثر من ثلاثة أخماسهم يعيشون في المدن الصغيرة والمناطق الريفية، وقد اعتبر ذلك تغييرًا كبيرًا ميز كونفدرالية الحرية والاستقلال عن التحالفات اليمينية السابقة، والتي كان جميع داعميها تقريبًا من فئة الذكور الشباب. رشحت كونفدرالية الحرية والاستقلال في نوفمبر (تشرين الثاني) 2019 تسعة من أعضائها للمشاركة في الانتخابات التمهيدية الرئاسية للاتحاد 2019-2020. وكان من بينهم كريستوف بوساك الذي فاز في الانتخابات التمهيدية الرئاسية، وأصبح مرشح كونفدرالية الحرية والاستقلال للانتخابات الرئاسية البولندية لعام 2020. وقد حصل كريستوف بوساك خلال الجولة الأولى من الانتخابات على 1,317,380 صوتًا بما يُعادل 6.78٪ من إجمالي الأصوات الصحيحة ليحتل المركز الرابع بين أحد عشر مرشحًا.